# آب‌انبار امیرچخماق
آب‌انبار امیر چخماق مربوط به دوره صفوی است و در یزد، خیابان امام خمینی، میدان امیرچخماق، جنب بازارچه حاجی قنبر واقع شده و این اثر در تاریخ ۱۴ اسفند ۱۳۸۵ با شمارهٔ ثبت ۱۷۸۹۴ به‌عنوان یکی از آثار ملی ایران به ثبت رسیده است.